# Berliner Gedenktafel

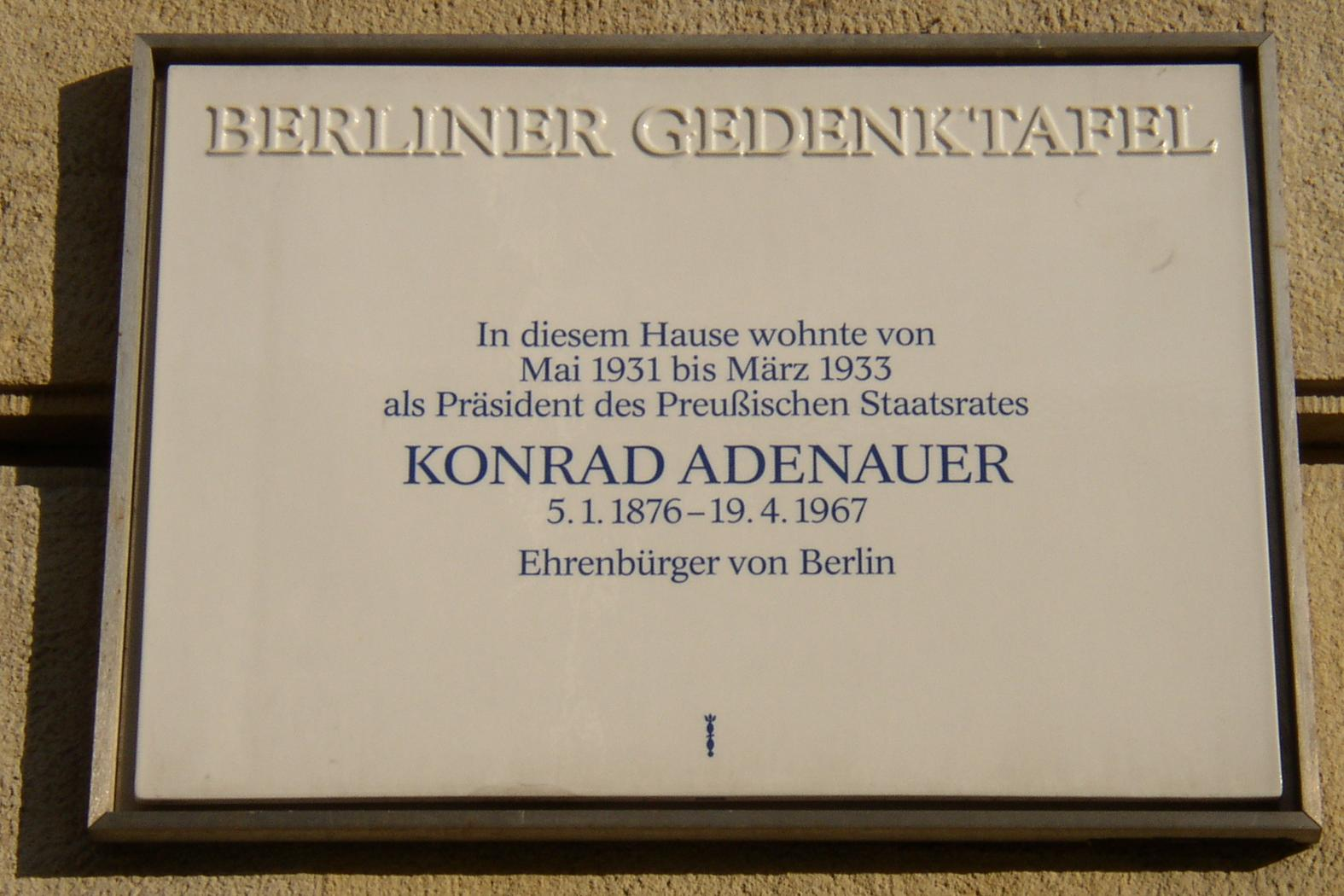
En minnetavla över Konrad Adenauer.

Berliner Gedenktafel är en speciell form av minnestavlor som används i Berlin. Tavlorna är tillverkade av porslin från KPM och började införas 1986 inför Berlins 750-årsjubileum.